# Eicode

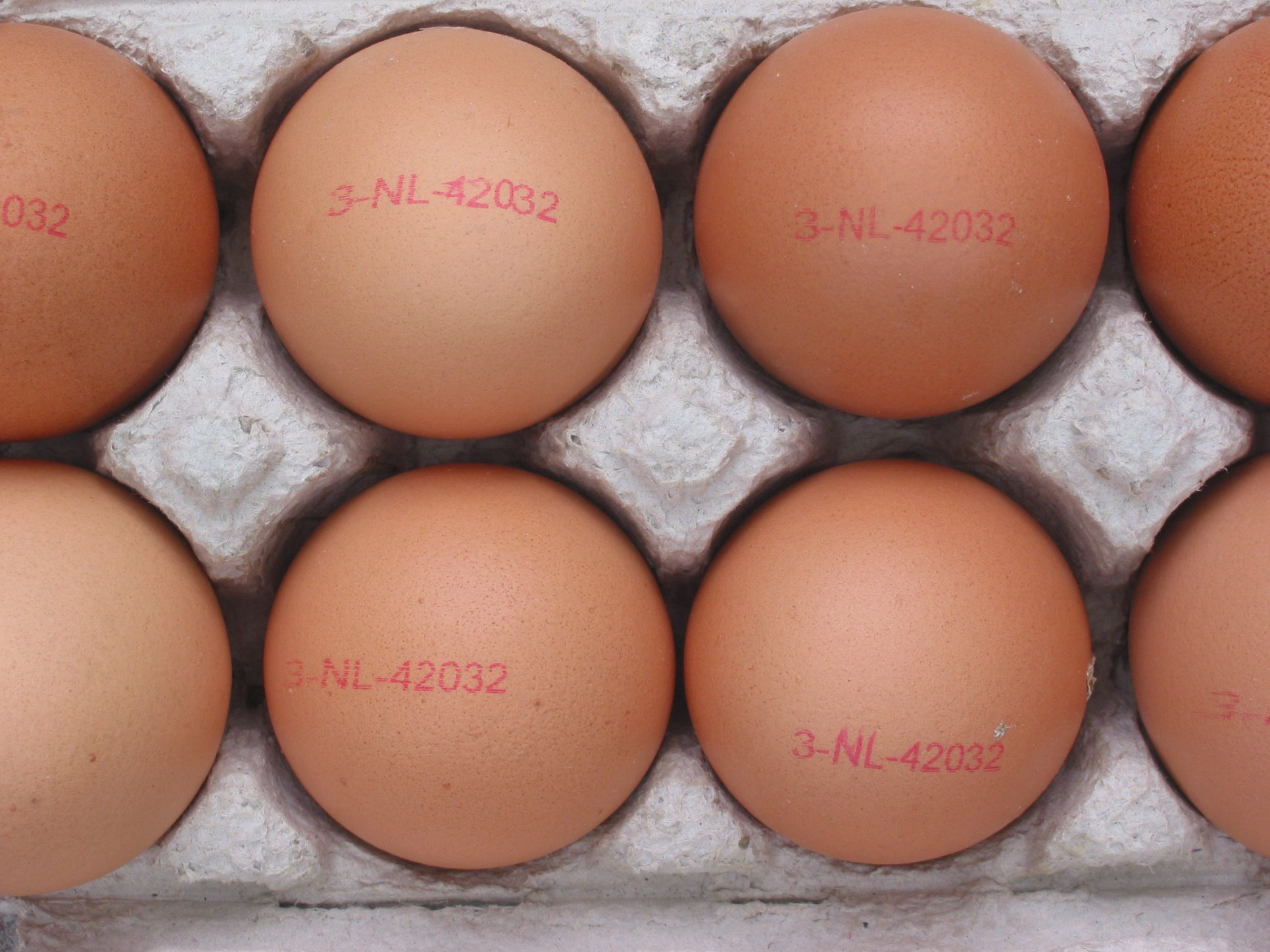
Eicode op Nederlandse eieren

Een eicode is een code die sinds begin 2001 op elk ei staat dat in Europa is geproduceerd.

## Doel
Aan de code kan worden gezien uit welk land het ei komt, en uit welke houderijsysteem het ei afkomstig is. Controleurs kunnen aan de hand van deze code het bedrijf en de stal herleiden van de leghen die het ei heeft gelegd.

## Code
De code ziet er als volgt uit X-XX-XXXXXXX (elke X staat voor een cijfer of letter). 

### Huisvestingssysteem
Het eerste cijfer van de code staat voor het houderijsysteem waarin de hen is gehuisvest.
- 0: biologisch ei
- 1: vrije-uitloopei / gras-ei
- 2: scharrelei / rondeel-ei
- 3: koloniehuisvesting / kooi-ei[3]

Biologisch (boven: binnenverblijf, beneden: buitenverblijf)
Vrije uitloop (boven: binnenverblijf, beneden: buitenverblijf)
Scharrel (binnenverblijf)
Kooi (binnenverblijf)

### Land van herkomst
Het tweede deel van de code geeft aan in welk land het ei geproduceerd is:
| Letters in eicodes      | Letters in eicodes | Letters in eicodes | Letters in eicodes |
| ----------------------- | ------------------ | ------------------ | ------------------ |
| AT: Oostenrijk          | BE: België         | CY: Cyprus         | CZ: Tsjechië       |
| DE: Duitsland           | DK: Denemarken     | EE: Estland        | ES: Spanje         |
| FR: Frankrijk           | GR: Griekenland    | HU: Hongarije      | FI: Finland        |
| IE: Ierland             | IT: Italië         | LV: Letland        | LT: Litouwen       |
| LU: Luxemburg           | MT: Malta          | NL: Nederland      | PL: Polen          |
| PT: Portugal            | SE: Zweden         | SI: Slovenië       | SK: Slowakije      |
| UK: Verenigd Koninkrijk |                    |                    |                    |

### Bedrijf
De laatste zeven cijfers van de code moet worden opgesplitst in twee delen. Het eerste deel van vijf cijfers vormt de bedrijfscode van het bedrijf waar het ei vandaan komt. Het tweede deel, gevormd door de laatste twee cijfers, is het stalnummer van het bedrijf waar het ei is geproduceerd.

## Voorbeeld
De eicode 3-EE-5823107 bevat de volgende informatie: 
- de hen die dit ei heeft gelegd is gehuisvest in koloniehuisvesting. 3-EE-5823107
- het ei komt uit Estland. 3-EE-5823107
- het bedrijfsnummer is 58231. 3-EE-5823107
- het stalnummer is 07. 3-EE-5823107